# Shogi

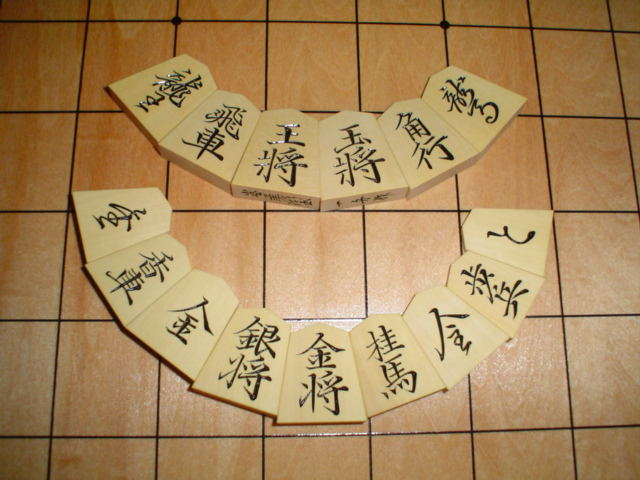
Spelpjäser

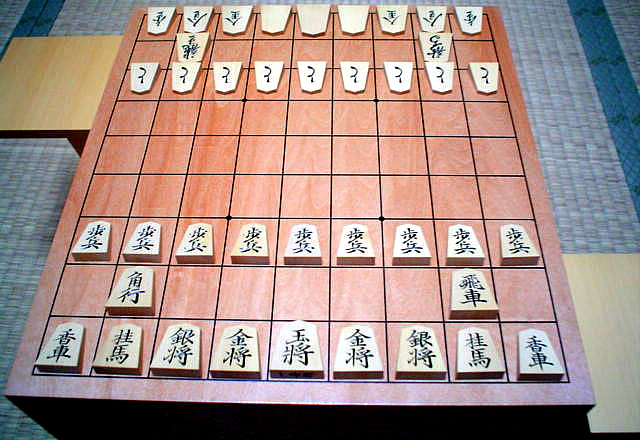
Ett shogibräde med pjäser. Nedtill visas pjäserna vända med symbolen för sitt ursprungsvärde vänt uppåt, uppställda i partiets utgångsställning. Motståndarens brickor (de övre) är här vända med undersidan uppåt, och visar då symbolen för de promoverade pjäserna.

Shogi (将棋) är den japanska motsvarigheten till brädspelet schack. Precis som i vanligt schack är spelets mål att göra motståndaren matt (japanska: 詰み "tsumi").
Shogi spelas på ett bräde med 9×9 rutor, vilka vanligtvis är rektangulära snarare än kvadratiska. Rutorna och pjäserna på ett shogibräde är likfärgade. Pjäserna är femkantiga med en tydlig spets, och vänds så att spetsen alltid pekar bort från spelaren, mot motståndaren. Alla pjäserna har samma form, men är märkta med en målad symbol – ofta ett kanji-tecken – som markerar vilken "pjäs" det är. Trots att det inte föreligger någon egentlig skillnad i färg mellan spelpjäserna, omnämns ändå den ena parten som Gote (後手) "vit" och den andra som Sente (先手) "svart", precis som i schack. Till skillnad från i schack är det emellertid alltid svart som gör det första draget i ett parti shogi.
I shogi kan pjäserna ibland promoveras (japanska: 成る "naru") till starkare motsvarigheter, ungefär på samma sätt som man i schacket kan promovera en bonde till en dam, torn eller annan pjäs. En skillnad mellan spelen är dock att man i shogi kan promovera flera typer av pjäser, medan man i schack bara kan promovera just bönderna. För att markera skillnaden mellan de olika pjäsernas värde i shogi vänder man helt enkelt på dem – den ena sidan är märkt med symbolen för pjäsernas ursprungliga värde, medan den andra sidan bär symbolen för deras promoverade, starkare motsvarighet. En promoverad pjäs kan inte förlora sin promotion förutom om pjäsen blir tagen av motståndaren. En pjäs kan befordras när som helst, under spelarens tur, bara den är i befordranszonen. När en pjäs flyttas till en ruta den inte kan ta sig ifrån (inom befordranszonen), måste den befordras.
En annan skillnad mellan schack och shogi är att i shogi försvinner inte pjäserna för gott, utan den som tar ("slår") en pjäs från motståndaren, får upp den på handen och kan sätta in den i spel på sin sida. Detta är förstås anledningen till att pjäserna har samma färg. Det finns vissa regler på var man inte får placera de tagna pjäserna:
- En pjäs får inte placeras på en ruta den inte kan ta sig ifrån (exempelvis, får en bonde ej placeras på den bakersta raden, det samma gäller för lanser och springare. Springare får ej placeras på näst bakersta raden. Det kan även vara så att ens egna pjäser hindrar en utplacering).
- En bonde kan inte placeras i samma kolumn som en annan bonde av samma ägare (vilket resulterar i att man max kan ha nio bönder under sin kontroll).
- En bonde kan inte placeras så att det blir matt.

När en pjäs placeras ut på det här viset, så kallas det "dropp". Man kan utföra en dropp i stället för att göra ett normalt drag under sin omgång. Pjäser kan inte befordras den rundan de blev utplacerade.
När en pjäs hotar kungen (att den kan ta den i nästa drag) kallas det Schack (japanska: 王手 "oute"). Spelet tar slut när "tsumi" infaller eller när den ena spelaren tar sin motståndares kung.
Shogi brukar ibland kallas för generalernas spel på grund av att japanska fältherrar brukade spela ett parti innan slagen inleddes.[källa behövs]
I Sverige ordnas svenska mästerskap och andra tävlingar av Sveriges Shogiförbund, och flera klubbar är dessutom medlemmar i Sverok.

## Promovering
|    |    |    |    |    |    |    |    |    |
|    |    |    |    |    |    |    |    |    |
|    |    |    |    |    |    |    |    |    |
|    |    |    |    |    |    |    |    |    |
|    |    |    |    |    |    |    |    |    |
|    |    |    |    |    |    |    |    |    |
| 歩 | 歩 | 歩 | 歩 | 歩 | 歩 | 歩 | 歩 | 歩 |
|    | 角 |    |    |    |    |    | 飛 |    |
| 香 | 桂 | 銀 | 金 | 玉 | 金 | 銀 | 桂 | 香 |

## Pjäserna
Spelarna har 20 pjäser var.

### Kungen (玉将)
Vardera spelaren har en kung. Den går ett steg diagonalt, horisontellt eller vertikalt.
|  |   |    | \| \| \| \| \| \| \| \| ○ \| ○ \| ○ \| \| \| \| ○ \| 玉 \| ○ \| \| \| \| ○ \| ○ \| ○ \| \| \| \| \| \| \| \| |  |
|  |   |    | |  |
|  | ○ | ○  | ○ |  |
|  | ○ | 玉 | ○ |  |
|  | ○ | ○  | ○ |  |
|  |   |    | |  |

### Tornet (飛車)
Vardera spelaren har ett torn. Det kan gå hur långt som helst vertikalt och horisontellt.
|   |   |    | \| \| \| │ \| \| \| \| \| \| │ \| \| \| \| ─ \| ─ \| 飛 \| ─ \| ─ \| \| \| \| │ \| \| \| \| \| \| │ \| \| \| |   |
|   |   | │  | |   |
|   |   | │  | |   |
| ─ | ─ | 飛 | ─ | ─ |
|   |   | │  | |   |
|   |   | │  | |   |

Promoverat torn (drakkung, 竜王). Tornet kan genom att nå motståndarens tredje rad promoveras till drakkung, och kan då förutom sitt ursprungliga rörelsemönster gå ett steg diagonalt.
|   |   |    | \| \| \| │ \| \| \| \| \| ○ \| │ \| ○ \| \| \| ─ \| ─ \| 龍 \| ─ \| ─ \| \| \| ○ \| │ \| ○ \| \| \| \| \| │ \| \| \| |   |
|   |   | │  | |   |
|   | ○ | │  | ○ |   |
| ─ | ─ | 龍 | ─ | ─ |
|   | ○ | │  | ○ |   |
|   |   | │  | |   |

### Löparen (角行)
Vardera spelaren har en löpare. Den kan gå hur långt som helst diagonalt.
|    |    |    | \| ＼ \| \| \| \| ／ \| \| \| ＼ \| \| ／ \| \| \| \| \| 角 \| \| \| \| \| ／ \| \| ＼ \| \| \| ／ \| \| \| \| ＼ \| |    |
| ＼ |    |    | | ／ |
|    | ＼ |    | ／ |    |
|    |    | 角 | |    |
|    | ／ |    | ＼ |    |
| ／ |    |    | | ＼ |

Promoverad löpare ("drakhäst", 竜馬). Löparen kan genom att nå motståndarens tredje rad promoveras till drakhäst, och kan då förutom sitt ursprungliga rörelsemönster gå ett steg vertikalt eller horisontellt. 
|    |    |    | \| ＼ \| \| \| \| ／ \| \| \| ＼ \| ○ \| ／ \| \| \| \| ○ \| 馬 \| ○ \| \| \| \| ／ \| ○ \| ＼ \| \| \| ／ \| \| \| \| ＼ \| |    |
| ＼ |    |    | | ／ |
|    | ＼ | ○  | ／ |    |
|    | ○  | 馬 | ○ |    |
|    | ／ | ○  | ＼ |    |
| ／ |    |    | | ＼ |

### Guldgeneralen (金将)
Vardera spelaren har två guldgeneraler. Dessa går ett steg diagonalt framåt, horisontellt eller vertikalt. Guldgeneralen är den enda pjäs utöver kungen som inte kan promoveras.
|  |   |    | \| \| \| \| \| \| \| \| ○ \| ○ \| ○ \| \| \| \| ○ \| 金 \| ○ \| \| \| \| \| ○ \| \| \| \| \| \| \| \| \| |  |
|  |   |    | |  |
|  | ○ | ○  | ○ |  |
|  | ○ | 金 | ○ |  |
|  |   | ○  | |  |
|  |   |    | |  |

### Silvergeneralen (銀将)
Vardera spelaren har två silvergeneraler. Dessa går ett steg rakt fram eller ett steg diagonalt i valfri riktning. Silvergeneralen kan genom att nå motståndarens tredje rad promoveras till guldgeneral.
|  |   |    | \| \| \| \| \| \| \| \| ○ \| ○ \| ○ \| \| \| \| \| 銀 \| \| \| \| \| ○ \| \| ○ \| \| \| \| \| \| \| \| |  |
|  |   |    | |  |
|  | ○ | ○  | ○ |  |
|  |   | 銀 | |  |
|  | ○ |    | ○ |  |
|  |   |    | |  |

### Hästen (桂馬)
Vardera spelaren har två hästar. Dessa hoppar två steg framåt och ett åt sidan och kan göra detta även när vägen dit är blockerad av andra pjäser. Hästen kan genom att nå motståndarens tredje rad promoveras till guldgeneral.
|  |   |    | \| \| ☆ \| \| ☆ \| \| \| \| \| \| \| \| \| \| \| 桂 \| \| \| \| \| \| \| \| \| \| \| \| \| \| \| |  |
|  | ☆ |    | ☆                                                                                                |  |
|  |   |    |                                                                                                  |  |
|  |   | 桂 |                                                                                                  |  |
|  |   |    |                                                                                                  |  |
|  |   |    |                                                                                                  |  |

### Lansen (香車)
Vardera spelaren har två lansar. Dessa kan gå hur långt som helst rakt fram. Lansen kan genom att nå motståndarens tredje rad promoveras till guldgeneral.
|  |  |    | \| \| \| │ \| \| \| \| \| \| │ \| \| \| \| \| \| 香 \| \| \| \| \| \| \| \| \| \| \| \| \| \| \| |  |
|  |  | │  |                                                                                                  |  |
|  |  | │  |                                                                                                  |  |
|  |  | 香 |                                                                                                  |  |
|  |  |    |                                                                                                  |  |
|  |  |    |                                                                                                  |  |

### Bonden (歩兵)
Vardera spelaren har nio bönder. Dessa kan bara gå ett steg framåt. Bonden kan genom att nå motståndarens tredje rad promoveras till guldgeneral.
|  |  |    | \| \| \| \| \| \| \| \| \| ○ \| \| \| \| \| \| 歩 \| \| \| \| \| \| \| \| \| \| \| \| \| \| \| |  |
|  |  |    |                                                                                                |  |
|  |  | ○  |                                                                                                |  |
|  |  | 歩 |                                                                                                |  |
|  |  |    |                                                                                                |  |
|  |  |    |                                                                                                |  |

## Utrustning

### Bräde
Brädet har 9x9 rutor. De billigaste är gjorda av plast, vinyl eller konstläder medan de lite dyrare är gjorda av trä. De allra finaste shogibrädena, shogiban, ser ut som ett kubformat bord med fyra tassar och står direkt på golvet. Allra helst ska de vara gjorda av ett enda stycke av kayaträ. Förutom shogiban i kaya finns det en mängd olika modeller med olika tjocklekar och i olika träslag. Linjerna gjordes traditionellt med hjälp av ett katana (japanskt svärd) doppat i färg.

### Komadai
Är ett litet bord som man har bredvid brädet som används för att lägga slagna pjäser på. Används främst om man har ett högre bord eller en shogiban. Man kan även använda lådan till pjäserna som komadai. Detta funkar bara om man har ett bräde som är gjort för att användas på ett bord.

### Pjäser
Pjäserna görs huvudsakligen i plast eller i trä. Plastpjäserna har nästan bara inristade tecken. När det gäller de i trä så finns det fyra olika utföranden. I det första och enklaste utförandet har man bara målat tecknet på pjäsen. I det andra utförandet har man ristat in tecknet. I det tredje har man gjort på samma sätt som i det föregående utförandet men man har fyllt upp med färg. Och slutligen i utförande fyra har man gjort som tvåan och trean men man har målat ovanpå så att tecknet är upphöjt. Det är även den dyraste och mest eftertraktade typen. Pjäserna förvaras vanligtvis i lådor av trä eller plast. Ibland lägger man pjäserna i en påse som man sedan lägger i lådan.